# Заболоцкий, Ерофей
Ерофе́й Заболо́цкий — тобольский боярский сын, в июне 1649 года был отправлен тобольскими воеводами послом в Мунганскую землю к Цысану-хану и к зятю его Турукаю-Табуну для переговоров о вступлении в «подданство великому царю», выраженное ими ранее.

## Биография
Заболоцкого сопровождали подьячий Василий Чаплин и толмач Панфил Семёнов с шестью казаками; с ним же выехал из Тобольска и посол Цысан-хана Седик с товарищами. Через 115 дней пути посольство Заболоцкого прибыло в Енисейск, где зимовало и откуда выступило в дальнейший путь в июне 1650 года. Через 17 недель Заболоцкий достиг урочища Соры за Байкалом, незадолго перед этим открытого русскими. 
Здесь Заболоцкий остановился и отправил к Цысану двух казаков с требованием «подвод». В исходе третьей недели ожидания подвод Заболоцкий в сопровождении сына Кирилла, подьячего Чаплина и нескольких казаков вышел 7 октября 1650 года из дощанника для прогулки на берег, где он вместе со всеми своими спутниками был убит «брацкими людьми» (бурятами). 
Вскоре прибыли мунганы и силой заставили переводчика Семёнова продолжить путь и разыграть роль посла. Семёнов справился со своей задачей с большим достоинством; его статейный список был приведён Н. Оглоблиным в «Историческом вестнике» 1891 года (кн. 10).
На берегу Байкала, где был убит Заболоцкий, был основан мужской монастырь, названный в память о нём Посольским.
В 1868 году вне ограды Посольского монастыря в северо-западной стороне построена часовня над могилой посла Заболоцкого.